# Craig Strickland
Craig Michael Strickland (* 2. Juni 1986 in Alma, Arkansas; † 27. Dezember 2015 bei Bear Creek Cove, Oklahoma) war ein US-amerikanischer Countrysänger.

## Leben
Am 29. November 2014 ehelichte er Miss Arkansas Helen Elizabeth Wisner.
Am 27. Dezember 2015 war Strickland zusammen mit seinem Freund Chase Morland auf einem Boot zur Entenjagd aufgebrochen, obwohl ein schwerer Wintersturm angesagt war. Das Boot kenterte und Morland ertrank. Strickland konnte sich schwimmend an Land retten, wo er allerdings an Hypothermie starb. Am 4. Januar 2016 fanden Suchmannschaften seine Leiche.

## Karriere
Strickland war der Sänger der 2012 gegründeten Band Backroad Anthem. Weitere Mitglieder der Band sind Toby Freeman, Eric Dysart, Josh Bryant, Brandon Robold und Isaac Senty. Am 4. September 2015 erschien ihre Debüt-EP Torn.